# Kruislingse elasticiteit
De kruislingse elasticiteit van de vraag (Ek) is de mate waarin een prijsstijging van een goed 'x' de vraag naar een goed 'y' verandert. De 'prijs' van een goed x kan ook worden uitgedrukt in andere eenheden, bijvoorbeeld reistijd. De kruislingse elasticiteit is een type elasticiteit.
Ter illustratie kan men bijvoorbeeld de vraag stellen: 'wat is de reductie van het aantal autoritten tussen herkomst H en bestemming B wanneer de reistijd van het openbaar vervoer op de relatie H naar B  met 1% afneemt?'. Hierin is er sprake van een kruislingse relatie tussen het aantal ritten (de 'vraag') met de auto en de reistijdverandering (de 'prijs') van het openbaar vervoer.  

## Negatieve of positieve Ek
Naargelang het teken van Ek heeft men te maken met substitueerbare goederen of complementaire goederen.

#### Ek < 0
Bij complementaire goederen is de Ek negatief, een prijsstijging van goed 'x' heeft een daling in de vraag naar goed 'y' tot gevolg. Omgekeerd zal een prijsdaling van 'x' voor een stijging in de vraag naar goed 'y' zorgen.
Men kan dus zeggen dat deze producten elkaar aanvullen, het één kan niet zonder het ander.
Vb: Stel dat de prijs van benzine met 10% stijgt, dan zal de vraag naar benzineauto's met 5% dalen. Want als de prijs van de benzine stijgt, zullen mensen minder snel voor een benzineauto kiezen.
{\displaystyle Ek={\frac {-5\%}{+10\%}}=-0,5}

#### Ek > 0
Bij substitueerbare goederen is de Ek positief, een prijsstijging van goed 'x' heeft een stijging in de vraag naar goed 'y' tot gevolg. Omgekeerd zal een prijsdaling van 'x' voor een daling in de vraag naar goed 'y' zorgen.
Men kan dus zeggen dat deze producten elkaar vervangen.
Vb: Stel dat de prijs van kraanwater stijgt met 8%, dan zal de vraag naar water in flessen met 3% stijgen. Want als de prijs van het kraanwater stijgt zullen de mensen op zoek gaan naar een alternatief, zoals flessenwater.
{\displaystyle Ek={\frac {+3\%}{+8\%}}=0,375}

#### Ek ~ 0
Bij goederen waarvan de Ek zeer dicht bij 0 ligt is er geen direct verband. Een prijsstijging van 'x' zal geen grote verandering teweegbrengen in de vraag naar goed 'y'.